# Защита от астероидов

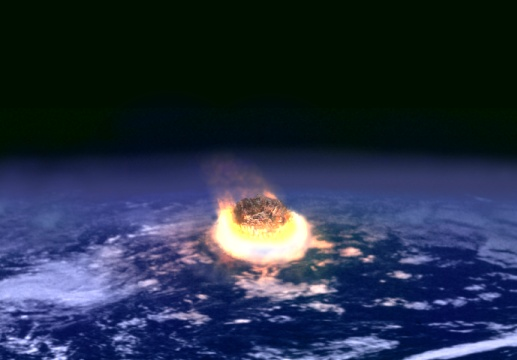
Падение крупного астероида в представлении художника.

Защита от астероидов включает в себя ряд методов, с помощью которых можно изменить траекторию околоземных объектов и предотвратить вероятное катастрофическое импактное событие. Падение достаточно большого астероида или другого околоземного объекта способно вызвать огромные цунами, огненные смерчи размером с континент, или импактную зиму (в стратосферу поднимется огромное количество пыли, которое закроет солнце), — или даже несколько апокалиптических событий одновременно.
Шестьдесят шесть миллионов лет назад Земля столкнулась с объектом диаметром около десяти километров, в результате чего образовался кратер Чиксулуб, и произошло мел-палеогеновое вымирание, предположительно ставшее причиной исчезновения нептичьих динозавров. Вероятность такого события в настоящее время не выше, чем в любое другое время в истории Земли, но рано или поздно оно произойдёт. Недавние астрономические события, такие как столкновение кометы Шуме́йкеров — Ле́ви 9 с Юпитером, падение Челябинского метеорита в 2013 году и растущее число объектов в списке Sentry Risk Table, привлекли внимание к таким угрозам, а существующие технологии могут предотвратить столкновения подобных объектов с Землёй.
Общепринятая позиция международного научного сообщества, состоит в том, что в истории Земли было много столкновений с космическими объектами с разрушительными последствиями, и что для человечества и планеты Земля в целом такая опасность сохраняется. Получили признание также глобальный характер данной угрозы и необходимость принятия согласованных мер на международном уровне. Столкновения астероидов с Землёй случаются гораздо реже, чем более привычные геологические и метеорологические катаклизмы, однако их последствия могут быть гораздо серьезнее последствий таких явлений, как землетрясения или экстремальные погодные условия.

## Отражение угрозы
Чтобы подготовить и осуществить план по предотвращению столкновения, астероид, в большинстве случаев, должен быть обнаружен за несколько лет до падения. Предполагается, что для того чтобы успешно отразить объект, имеющий прямую траекторию столкновения, потребуется скорость изменения, равная 3,5/t × 10−2ms−1 (где t — количество лет до потенциального столкновения). Кроме того, при определённых условиях требуются гораздо меньшие скорости изменения. К примеру, астероид (99942) Апофис пролетит рядом с Землёй в 2029 году и вернётся на траекторию столкновения в 2035 или 2036 году. Потенциальное столкновение можно предотвратить за несколько лет до пролёта: для этого потребуется скорость изменения 10−6ms−1.
Падение объектов размером в десятки километров может причинить общемировой ущерб, вплоть до гибели человечества. Столкновение десятикилометрового астероида с Землёй оценивается как событие уровня массового вымирания: оно с большой вероятностью нанесёт непоправимый вред биосфере. Небольшие объекты диаметром сотни метров, в зависимости от скорости, наносят значительные разрушения. Меньшая угроза исходит от комет, залетающих во внутреннюю часть Солнечной системы. Хотя скорость столкновения долгопериодической кометы, вероятнее всего, будет в несколько раз больше, чем у околоземного астероида, её падение не окажется более разрушительным при равных размерах в силу малой плотности вещества комет. Но время предупреждения вряд ли будет больше нескольких месяцев.
Перед принятием подходящего плана действий также необходимо выяснить вещественный состав объекта. Космические аппараты, вроде «Дип Импакт», вполне способны справиться с такой задачей.

### Правительственные поручения
В 1992 году, в отчёте, подготовленном для агентства НАСА было рекомендовано организовать программу «Наблюдение за космической безопасностью» (англ. Spaceguard Survey) с целью поиска астероидов, пересекающих орбиту Земли, их проверки и дальнейшего наблюдения за ними. Ожидалось, что это наблюдение за 25 лет позволит выявить 90 % объектов размером больше километра. Через три года, в ещё одном отчёте НАСА рекомендовалось провести в течение десяти лет поисковые наблюдения, которые позволят выявить 60-70 % короткопериодных околоземных объектов размером больше километра, и ещё через пять лет достичь показателей в 90 %.
В 1998 году НАСА поставило задачу: к 2008 году обнаружить и каталогизировать 90 % всех околоземных объектов диаметром более километра, которые могут столкнуться с Землёй. Размер определён после исследований показавших, что падение объекта диаметром меньше километра повлечёт за собой значительный местный или региональный урон, но не вызовет всемирную катастрофу. Деятельность НАСА привела к тому, что началось финансирование ряда мероприятий по поискам околоземных объектов. Обнаружение в 2009 году околоземного объекта диаметром от двух до трёх километров показало, что ещё найдены далеко не все крупные объекты.
Член палаты представителей США от штата Калифорния, демократ Джордж Браун мл., в журнале «Air & Space Power Chronicles» поддержал проекты по защите планеты, заявив, что «если однажды в будущем будет заранее установлено, что Земле угрожает падение астероида, способного вызвать массовое вымирание, и его столкновение с нашей планетой будет предотвращено, данное событие станет одним из самых важных достижений за всю историю человечества».
Поскольку Браун посвятил делу защиты планеты многие годы своей жизни, закон палаты представителей США под номером H.R. 1022 был назван в его честь — The George E. Brown, Jr. Near-Earth Object Survey Act. Этот закон, предусматривавший финансирование программ наблюдений за околоземными объектами, был внесён республиканцем от штата Калифорния Дейной Рорабейкер. В итоге он был включён в закон NASA Authorization Act, который был принят Конгрессом 22 декабря 2005 года и подписан президентом. В нём, в частности, указывалось:
Конгресс США заявляет, что общее благосостояние и безопасность Соединённых Штатов требуют, чтобы уникальные знания НАСА были направлены на обнаружение, слежение, каталогизацию и описание околоземных астероидов и комет для того, способствовать раннему обнаружению и уменьшению потенциальной опасности таких объектов для Земли. Руководство НАСА должно спланировать, разработать и осуществить программу наблюдения за околоземными объектами для обнаружения, слежения, каталогизации и описания физических характеристик околоземных объектов диаметром 140 и больше метров, с тем чтобы оценить степень угрозы таких объектов для Земли. Цель программы наблюдения: за пятнадцать лет с момента принятия этого закона достичь 90 % каталогизации околоземных объектов (основываясь на статистически предсказанном количестве околоземных объектов). Руководитель НАСА должен передать в Конгресс, не позднее чем через один год после вступления в силу данного закона, первоначальный отчет, в котором будет указанно следующее: а) анализ возможных альтернативных средств, которые НАСА может использовать для программы наблюдения, включая наземные и космические альтернативные средства, и технические описания; b) рекомендуемый способ и предполагаемый бюджет для выполнения программы наблюдения, соответствующий рекомендуемому способу; c) анализ возможных альтернатив, которые НАСА может использовать для отражения объекта, имеющего вероятную траекторию столкновения с Землей.
В результате этого в начале марта 2007 года в Конгрессе был представлен отчёт, озаглавленный как «Анализ альтернатив». Исследованием занимался отдел НАСА Program Analysis and Evaluation при поддержке консультантов из Aerospace Corporation, Исследовательского центра имени С. М. Лэнгли и SAIC.

### Действующие программы

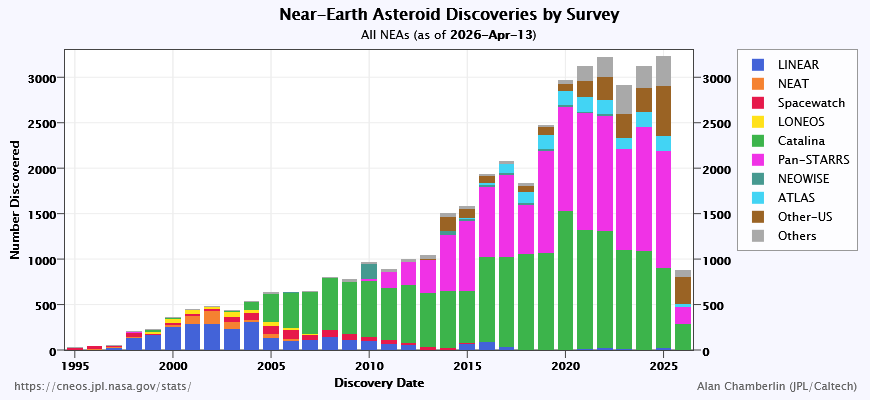
Количество околоземных объектов, обнаруженных различными проектами.

Центр малых планет каталогизирует орбиты астероидов и комет с 1947 года. Недавно одновременно с ним начали работать программы наблюдения, специализирующиеся на поисках околоземных объектов. Многие из них финансируются отделом НАСА Near Earth Object (NEO) в рамках программы «Наблюдение за космической безопасностью». Одной из самых известных программ является проект «LINEAR», заработавший в 1996 году. К 2004 году по проекту «LINEAR» обнаруживались десятки тысяч объектов ежегодно; на него приходилось 65 % всех новых обнаружений астероидов. В нём используется два метровых телескопа и один полуметровый, расположенные в штате Нью-Мексико.
Проект «Spacewatch» был организован в 1980 году Томом Герельсом и Робертом МакМиланом, сотрудником Лунной и планетарной лаборатории Аризонского университета; сейчас им руководит доктор МакМилан. В нём применяется 90-сантиметровый телескоп, расположенный в Аризонской национальной обсерватории Китт-Пик; он дооснащён оборудованием для автоматического наведения, съёмок и анализа околоземных объектов. Проект получил 180-сантиметровый телескоп для поиска околоземных объектов, а у старого 90-сантиметрового телескопа было повышено разрешение системы электронного захвата изображения; тем самым его поисковые возможности увеличились.
Другие программы, отслеживающие околоземные объекты: «Near-Earth Asteroid Tracking» (NEAT), «Поиск околоземных объектов в Обсерватории Лоуэлла», «Каталинский небесный обзор», «Campo Imperatore Near-Earth Object Survey», «Japanese Spaceguard Association», «Азиаго-DLR астероидный обзор». Постройка телескопа в рамках проекта «Pan-STARRS» была завершена в 2010 году; в данный момент проект работает.
«Наблюдение за космической безопасностью» — общее название всех этих слабо связанных между собой программ; НАСА финансирует некоторые вышеупомянутые проекты, чтобы выполнить поставленные требования Конгресса США по обнаружению к 2008 году 90 % всех околоземных объектов диаметром больше километра. В исследовании НАСА от 2003 года указывается, что для обнаружения к 2028 году 90 % всех околоземных астероидов диаметром 140 и больше метров потребуется 250—450 миллионов долларов.
В 2013 году по предложению Комитета ООН по использованию космического пространства в мирных целях резолюцией Генеральной ассамблеи ООН была создана международная сеть по предупреждению об астероидной опасности IAWN (International Asteroid Warning Network). Тогда же была создана Консультативная группа по планированию космических миссий (SMPAG) для разработки методов защиты от астероидов. На 2024 год под постоянным наблюдением IAWN было около 2300 потенциально опасных астероидов, при этом IAWN может с уверенностью предсказать их орбиты на столетие вперед. Стратегия заключается в том, чтобы обнаружить потенциально опасные астероиды за десятилетия до возможного столкновения с Землей, что дает достаточно времени, чтобы попытаться что-то предпринять с ними. С 2015 года действует ATLAS, американская роботизированная система астрономического обзора и раннего предупреждения, оптимизированная для обнаружения небольших околоземных объектов за несколько недель или дней до их столкновения с Землёй. 
«NEODyS» — это онлайновая база данных всех известных околоземных объектов.

### Будущие программы
В рамках проекта «Orbit@home» планировалось обеспечить распределённую обработку данных для оптимизации поисковых стратегий. В настоящее время проект заморожен.
Ожидается, что строящийся в данный момент телескоп «Large Synoptic Survey», будет вести обширное высокоточное наблюдение

### Обнаружение из космоса
9 ноября 2007 года подкомитет по космическому и воздушному пространству комитета по науке и технике Палаты представителей США провёл слушания о состоянии программы НАСА по наблюдению за околоземными объектами. Представители НАСА предложили использовать «Инфракрасный космический телескоп» (ИКТ).
ИКТ вёл наблюдения за пространством в инфракрасном диапазоне, в режиме большой чувствительности. В инфракрасном диапазоне можно обнаружить малозаметные астероиды c низким альбедо. Помимо основных научных задач, он использовался для обнаружения околоземных объектов. Считается, что ИКТ за один год может обнаружить 400 околоземных объектов (примерно 2 % от всего числа околоземных объектов, представляющих интерес).
«NEOSSat» — это малый спутник, запущенный в феврале 2013 года Канадским космическим агентством. Он ведёт обнаружение околоземных объектов из космоса.

### Результаты
В отчёте, опубликованном 26 марта 2009 года в журнале «Nature», описан случай обнаружения астероида до его входа в атмосферу Земли, с предсказанием времени падения и места приземления обломков. Астероид 2008 TC3 диаметром четыре метра изначально был обнаружен автоматическим телескопом «Каталинский небесный обзор» 6 октября 2008 года. Подсчёты определили, что падение произойдёт через 19 часов после обнаружения, в Нубийской пустыне на севере Судана.
Был обнаружен ряд потенциальных угроз, таких как астероид (99942) Апофис (ранее известный как 2004 MN4), вероятность падения которого в 2029 году оценивалась в 3 %. На основе новых данных эта вероятность стала нулевой.

## Принцип расчёта вероятности падения

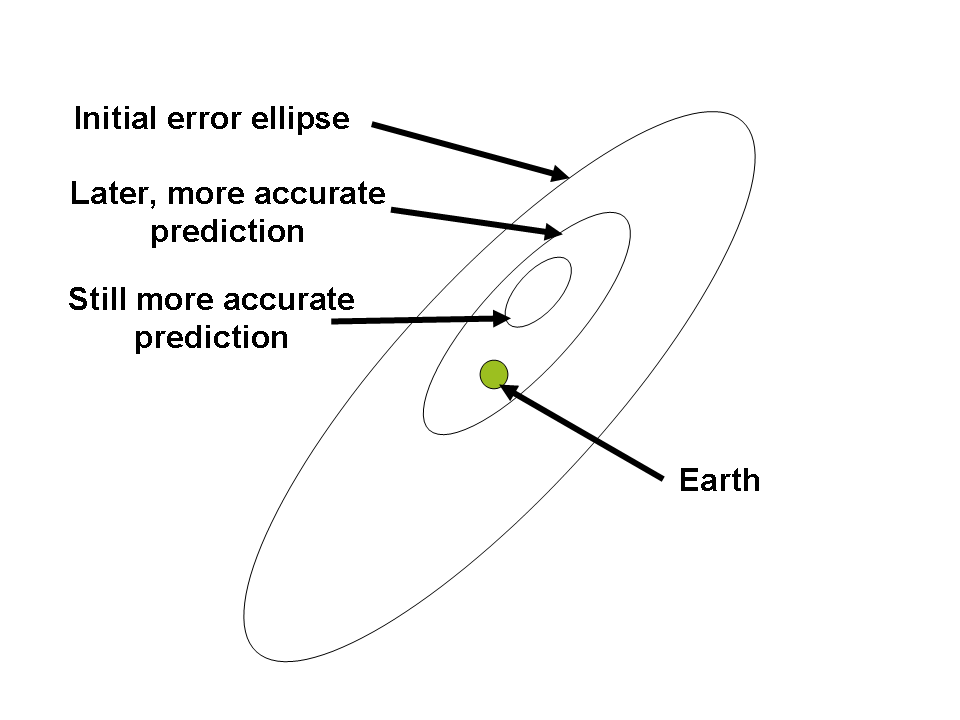
Иллюстрация того, почему вероятность падения сначала повышается, а потом уменьшается.

Эллипсы на диаграмме справа показывают вероятное положение астероида при наибольшем сближении с Землёй. Так как астероид ещё плохо изучен, эллипс погрешности сперва имеет большой диаметр и включает в себя Землю. Дальнейшие наблюдения уменьшают эллипс погрешности, но в него все ещё входит Земля. Это повышает вероятность столкновения. Наконец, после ещё одного ряда наблюдений (радарных наблюдений или нахождения на архивных изображениях предыдущих обнаружений того же астероида) эллипс уменьшается, до тех пор, пока Земля не оказывается за пределами участка погрешности, и вероятность столкновения становится практически нулевой.

## Стратегии по предотвращению столкновения
Способы предотвращения столкновений требуют компромиссов в таких категориях как общее исполнение, затраты, эффективность и технологическая подготовленность. Предложены методы по изменению траектории астероида/кометы. Их можно разделить по различным критериям, таким как тип предотвращения столкновения (отклонение или фрагментация), по источнику энергии (кинетический, электромагнитный, гравитационный, солнечный/тепловой или ядерный) и по стратегии подхода (перехват, встреча или удалённая установка). Стратегии делятся на два класса: по разрушению и по задержке.
Стратегия разрушения заключается в том, что источник угрозы фрагментируется и его обломки измельчаются и расходятся так, что либо проходят мимо Земли, либо сгорают в её атмосфере.
Стратегии по предотвращению столкновения могут быть прямыми и непрямыми. При прямых методах, таких как атомная бомбардировка или кинетический таран, происходит физический перехват астероида. Прямые способы могут потребовать меньше времени и средств. Такие методы могут сработать против недавно обнаруженных (и даже против заранее обнаруженных) твердотелых объектов, поддающихся смещению, но против слабо держащихся груд обломков они, вероятнее всего, окажутся неэффективными. В случае непрямых методов, к объекту посылается специальное устройство (гравитационный буксир, ракетные двигатели или электромагнитные катапульты). По его прибытии некоторое время тратится на изменение курса для следования рядом с объектом и на изменение пути следования астероида, чтобы он избежал столкновения с Землёй.
Многие околоземные объекты представляют собой летающую груду обломков, еле удерживаемую гравитацией. При попытке отклонения такого объекта, он может разрушиться, но не изменить значительно свою траекторию. При этом, любой обломок размером более 35 метров не сгорит в атмосфере и упадёт на Землю.
Стратегия задержки использует принцип того, что Земля и объект угрозы движутся по орбите. Столкновение происходит тогда, когда оба объекта в одно и то же время достигают одной точки в пространстве, или, если быть точнее, когда какой-либо участок поверхности Земли пересекает орбиту объекта при его пролёте. Так как диаметр Земли составляет примерно 12,750 километров, а скорость её движения 30 км/с, она проходит расстояние своего диаметра за 425 секунд (чуть больше семи минут). Задержка или ускорение прибытия объекта угрозы на данную величину может, в зависимости от геометрии столкновения, привести к предотвращению столкновения.

### Ядерное взрывное устройство
Подрыв ядерного устройства над, на или под поверхностью астероида является потенциальным вариантом отражения угрозы. Оптимальная высота взрыва зависит от состава и размера объекта. В случае угрозы со стороны груды обломков, чтобы избежать их рассеивания, предлагается произвести радиационную имплозию, то есть подрыв над поверхностью. При взрыве высвободившаяся энергия в виде нейтронов и мягких рентгеновских излучений (которые не проникают сквозь вещество) превращается в тепло при достижении поверхности объекта. Тепло превращает вещество объекта в выброс и он сойдёт с траектории, следуя третьему закону Ньютона, выброс направится в одну сторону, а объект — в противоположную.
Для устранения угрозы не требуется полное уничтожение объекта. Уменьшение массы объекта, в результате теплового выброса от подрыва ядерного устройства, и возникший от этого эффект реактивной тяги могут дать необходимый результат. Если объект представляет собой груду слабо держащихся обломков, то выходом может стать подрыв ряда ядерных устройств поблизости астероида, на таком расстоянии, чтобы не разбить его слабо держащиеся части.
При условии, что радиационная имплозия будет совершена с достаточным запасом времени, высвободившейся энергии от ядерных взрывов будет достаточно, чтобы изменить траекторию полёта объекта и избежать столкновения. В НАСА пришли к выводу, что к 2020-м годам с помощью ядерной имплозии можно будет отразить околоземные объекты диаметром 100—500 метров, если их обнаружат за два года до падения на Землю, и объекты больших размеров, если их обнаружат за пять лет до падения.
В анализе способов по отклонению угрозы, проведённом в 2007 году НАСА, указывалось:
По оценкам, радиационная имплозия (ядерные взрывы) в 10-100 раз более действенна, чем неядерные альтернативы, проанализированные в этом исследовании. Другие техники, в которых производится поверхностный или глубинный ядерный взрыв, могут быть более эффективными, но существует риск разрушения околоземного объекта на обломки, падение которых может иметь большие риски. 
В 2011 году Бонг Уи, глава исследовательского центра по отражению астероидной угрозы при университете штата Айова, исследовал стратегии действий по предотвращению астероидной угрозы при запасе во времени в год или около того. Он пришёл к выводу, что при требуемой энергии ядерный взрыв, вероятней всего, окажется единственным способом, благодаря которому можно будет отклонить достаточно большой астероид за такой короткий промежуток времени. В случае других методик отклонения астероида, таких как буксиры, гравитационные буксиры, солнечные парусники и электромагнитные катапульты, потребуется запас в 10-20 лет до падения. Концептуальная машина Уи, «Устройство гиперскоростного перехвата астероидов», совмещает в себе кинетический таран и ядерный взрыв. При таране образуется первоначальный кратер для последующего подземного ядерного взрыва. Данное решение эффективно преобразует энергию ядерного взрыва в отклоняющую силу движения астероида. В ещё одном предложенном плане, похожем на предыдущий, для образования кратера вместо кинетического тарана используется поверхностный ядерный взрыв. Образовавшийся кратер затем используется как ракетное сопло для направления энергии следующего ядерного взрыва.
В книге «Острова в космосе», вышедшей в 1964 году, указывается, что мощь ядерного взрыва, требуемая для отклонения астероидов в нескольких гипотетических сценариях развития, достижима. В 1967 году аспиранты из Массачусетского технологического университета, под руководством профессора Пола Сандорва, спроектировали систему, использующую ракеты-носители и ядерные взрывы, для отражения гипотетического падения на Землю астероида (1566) Икар шириной 1,4 километра, который каждые несколько лет приближается к нашей планете на расстояние Луны. Это исследование позже было опубликовано в рамках проекта «Икар», который послужил источником вдохновения для фильма «Метеор» 1979 года выпуска.
Использование ядерных взрывных устройств является вопросом международного масштаба: оно регулируется комитетом ООН по мирному использованию космического пространства. Договор о всеобъемлющем запрещении ядерных испытаний от 1996 года формально запрещает использование ядерного оружия в космосе. Однако маловероятно, что ядерное взрывное устройство, запрограммированное на взрыв лишь при перехвате небесного объекта, несущего угрозу, с целью предотвращения падения этого объекта на Землю, будет считаться немирным использованием космического пространства, или что взрывное устройство, созданное для предотвращения угрозы жизни на Земле, попадёт в категорию оружия.

### Кинетический таран
Ещё одно решение проблемы — отправка огромного объекта, вроде космического аппарата или даже другого околоземного объекта, в качестве тарана.
Когда астероид ещё находится далеко от Земли, одним из способов изменения его импульса может быть таран, осуществлённый космическим аппаратом.
В анализе способов по отклонению угрозы, проведённом в 2007 году НАСА, указывалось:
Неядерный кинетический таран является самым проработанным методом. Он может использоваться в случаях против небольших околоземных объектов, состоящих из твердого вещества. 
Европейское космическое агентство уже сейчас ведёт предварительное исследование возможного космического полёта, в котором будет испытана эта технология. Программа, названная «Дон Кихот», представляет собой спроектированную миссию по отражению астероидной угрозы. Команда европейского агентства, Advanced Concepts Team, теоретически доказала, что отражение астероида (99942) Апофис может быть произведено путём отправки простого космического аппарата весом меньше тонны на таран с этим объектом. Во время исследования радиационной имплозии, один из ведущих исследователей утверждал, что стратегия кинетического тарана — более действенная, чем другие стратегии.
В ноябре 2021 года был произведён запуск аппарата НАСА DART для проверки тexники «кинeтичecкoгo удapa». Аппарат должен был изменить орбиту спутника астероида Дидим, что было успешно осуществлено в сентябре 2022 года.

### Астероидный гравитационный буксир
Ещё одна альтернатива взрывам — медленное сдвигание астероида на протяжении определённого времени. Небольшая постоянная тяга накапливается и в достаточной мере отклоняет объект с предполагаемого курса следования. Эдвард Цзан Лу и Стэнли Глен Лав предложили использовать большой тяжёлый непилотируемый космический корабль, который должен парить над астероидом и стягивать его с помощью гравитации на безопасную орбиту. Корабль и астероид будут взаимно притягивать друг друга. Если корабль будет, к примеру, уравновешивать силу, действующую на астероид, посредством двигателей ионовой тяги, суммарное воздействие будет таковым, что астероид будет двигаться в сторону корабля, и тем самым, сходить с орбиты. Несмотря на то, что этот метод медлителен, он имеет преимущество: он работает вне зависимости от вещественного состава объекта и его угловой скорости. Астероиды, состоящие из груд обломков, тяжело или невозможно отразить посредством ядерного взрыва, а установка буксиров на быстро вращающиеся астероиды окажется сложной и малоэффективной.
В анализе способов по отклонению угрозы, проведённом в 2007 году НАСА, указывалось:
Буксировочные техники — самые дорогие, имеют самый низкий уровень технической готовности, а их возможности по отражению угрожающих объектов будут ограничиваться в случае, если не имеется запас времени на многие годы. 

### Ионный луч
Ещё один «бесконтактный» метод был недавно предложен учёными Ц. Бомбардели и Дж. Пелез из Технического университета Мадрида. В нём предлагается использовать ионную пушку с низкой дивергенцией, направленную на астероид с находящегося рядом с ним космического аппарата. Кинетическая энергия, передающаяся через доходящие до поверхности астероида ионы, как и в случае с гравитационным буксиром создаст слабую, но постоянную силу, способную отклонить астероид, и при этом будет использоваться более лёгкий аппарат .

### Использование сфокусированной солнечной энергии

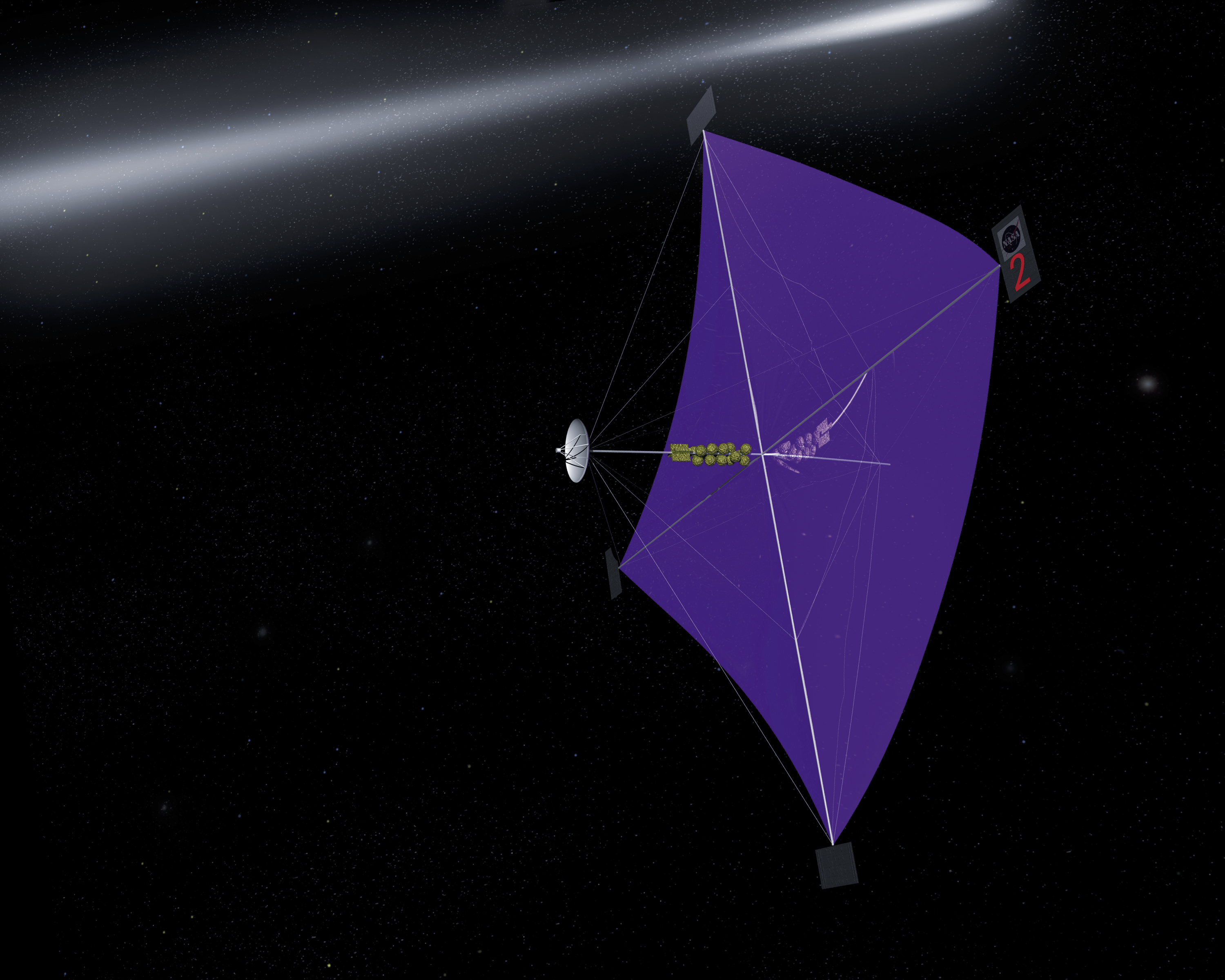
Проект солнечного паруса, исследуемый агентством НАСА. Ширина парусника составит 500 метров.

Джей Мелош предлагает отклонять астероиды или кометы, фокусируя солнечную энергию на поверхности для создания тяги от образовавшегося в результате нагрева испарения вещества, или для усиления эффекта Ярковского. Солнечное излучение можно направлять на объект на протяжении месяцев и многих лет.
Этот способ потребует создания рядом с Землёй космической станции с системой гигантских и увеличивающих линз. После этого станцию нужно будет доставить к Солнцу.

### Электромагнитная катапульта
Электромагнитная катапульта — это автоматическая система, располагающаяся на астероиде, выпускающая вещество, из которого он состоит, в космос. Тем самым он медленно сдвигается и теряет массу. Электромагнитная катапульта должна работать в качестве системы с низким удельным импульсом: использовать много топлива, но мало энергии.
Смысл заключается в том, что если использовать вещество астероида в качестве топлива, то количество топлива не так важно, как количество энергии, которая, вероятнее всего, будет ограничена.
Ещё один возможный способ — расположить электромагнитную катапульту на Луне, нацелив её на околоземный объект, с тем, чтобы воспользоваться орбитальной скоростью естественного спутника и его неограниченным запасом «каменных пуль».

### Обыкновенные ракетные двигатели
Если на околоземном объекте установить обыкновенные ракетные двигатели, то они также будут давать постоянное отклонение, которое может привести к смене траектории полёта. Ракетный двигатель, способный создавать импульс в 10⁶ N•s (то есть изменить скорость на 1 км/с объекту массой в тонну), окажет относительно небольшое воздействие на относительно небольшой астероид, имеющий массу в миллион раз больше. Чепман, Дурда, и Голд в «белой книге» рассматривают попытки отклонения объекта с помощью существующих ракет, доставленных к астероиду.

### Другие предложенные способы
- Использовать нестандартные двигатели, такие как электромагнитный ускоритель с изменяемым удельным импульсом;
- Обернуть астероид отражающим пластиковым солнечным парусом, используя покрытую алюминием плёнку типа PET;
- «Покрасить» или посыпать объект диоксидом титана (белый цвет) или сажей (чёрный), с тем, чтобы вызвать эффект Ярковского и изменить его траекторию;
- Учёный-планетолог Юджин Шумейкер в 1996 году предложил[47] выпускать облако пара на пути объекта для его осторожного замедления. Ник Забо в 1990 году нарисовал[48] похожий замысел, «аэродинамическое торможение кометы»: комета или ледовая конструкция нацеливается на астероид, после чего ядерные взрывы испаряют лёд и формируется временная атмосфера на пути астероида;
- Прикрепить к астероиду тяжёлый балласт, чтобы с помощью смещения центра тяжести изменить его траекторию;[49]
- Использовать лазерную абляцию;
- Использовать ударно-волновой излучатель;

## Опасения, связанные с методами отражения
Карл Саган в книге «Бледная синяя точка» высказывает свои опасения по поводу технологий отражения. Он считает, что любой метод по отклонению угрожающих Земле объектов может использоваться для отклонения неопасных объектов в сторону нашей планеты. Учитывая историю геноцидов, совершённых политическими лидерами, а также возможное сокрытие от большинства участвующих истинных целей проекта с помощью бюрократии, он полагает, что для Земли больший риск представляет столкновение, вызванное человеком, а не природой. Саган предложил разрабатывать технологии отражения только при наличии кризисной ситуации.
Однако анализ неопределённости, присущий отклонению с использованием ядерных зарядов, показывает, что защита планеты не подразумевает возможность нацеливания на неё околоземных объектов. Ядерного взрыва, который изменит скорость астероида на 10 м/с (плюс-минус 20 %) будет достаточно для смещения его орбиты. Однако если непредсказуемость изменения скорости будет больше нескольких процентов, нацелить астероид на конкретную цель окажется невозможным.
По мнению Рассела Швайкарта, метод гравитационной буксировки неоднозначен, поскольку во время изменения траектории астероида его вероятное место падения на Земле будет медленно сдвигаться на другие страны. Это означает, что угроза всей планете будет уменьшаться за счёт безопасности каких-то конкретных государств. По его мнению, выбор того, каким образом должен буксироваться астероид, будет сложным дипломатическим решением.